# Yronde-et-Buron

Yronde-et-Buron este o comună în departamentul Puy-de-Dôme, Franța. În 1 ianuarie 2022 avea o populație de 643 de locuitori.